# Kabinett Gagern (Hessen-Darmstadt)
Das Kabinett Gagern bildete von 6. März bis 31. Mai 1848 die von Mitregent Ludwig III. berufene Landesregierung des Großherzogtums Hessen. Sowohl die Ernennung Ludwigs III. zum Mitregenten, der faktisch die Amtsgeschäfte für seinen Vater übernahm, und die darauf folgende Ernennung einer liberalen Reformregierung waren Folge der Märzrevolution 1848. Eine weitere Reform war die organisatorische Trennung von Innen- und Justizministerium.
Der Vorsitzende des Gesamtministeriums Heinrich von Gagern nahm allerdings bald eine führende Rolle als Präsident der Frankfurter Nationalversammlung bei den Bemühungen zur Schaffung einer Reichsverfassung ein, sodass er schon Anfang Juni wieder aus der Landesregierung ausschied. 
| Amt                                                                             | Name                    |
| ------------------------------------------------------------------------------- | ----------------------- |
| Vorsitzender des Gesamtministeriums, Inneres, Äußeres und Großherzogliches Haus | Heinrich von Gagern     |
| Finanzen                                                                        | Carl Wilhelm Zimmermann |
| Justiz                                                                          | Joseph Aloys Kilian     |

Das Kriegsministerium war organisatorisch getrennt vom Gesamtministerium direkt dem Großherzog unterstellt. 
| Amt   | Name                                   |
| ----- | -------------------------------------- |
| Krieg | Friedrich Karl Christian von Steinling |